# Michaela Gerg-Leitner

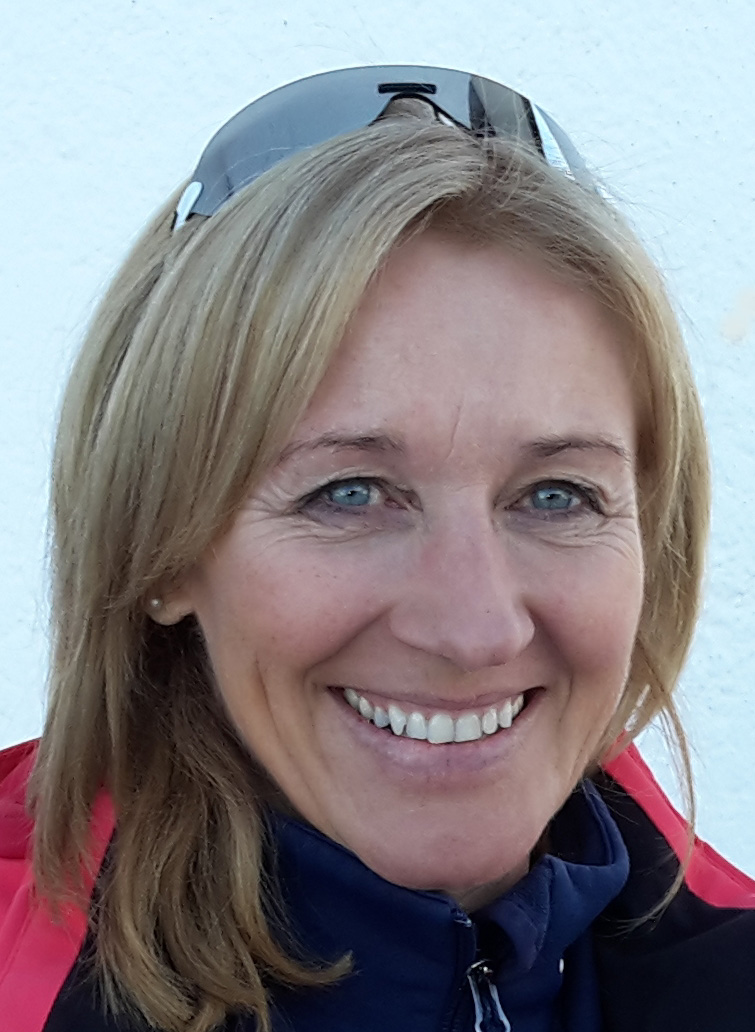
Michaela Gerg-Leitner år 2016.

Michaela Gerg-Leitner, född 10 november 1965, är en tysk tidigare utförsskidåkerska. Hon blev trea totalt i världscupen 1990. Hon har fyra världscupsegrar och 24 pallplatser. Hon deltog i OS 1988, 1992 och 1994.

## Världscupssegrar
| Datum            | Plats             | Gren       |
| ---------------- | ----------------- | ---------- |
| 12 december 1985 | Val d'Isère       | Störtlopp  |
| 29 november 1986 | Park City, Utah   | Storslalom |
| 8 augusti 1989   | Las Leñas         | Störtlopp  |
| 20 januari 1995  | Cortina d'Ampezzo | Störtlopp  |